# Progressive Bulbärparalyse
Progressive Bulbärparalysen (kurz auch PBPs) sind eine Gruppe neurologischer Erkrankungen, deren gemeinsames Merkmal eine Schädigung motorischer Hirnnervenkerne ist. Die progressiven Bulbärparalysen gehören zur Gruppe der spinalen Muskelatrophien mit speziellem Verteilungsmuster.
Erstmals wissenschaftlich beschrieben wurde die progressive Bulbärparalyse 1864 von Adolf Wachsmuth.
Es werden heute drei Formen unterschieden: Die progressive Bulbärparalyse des Kindesalters (Fazio-Londe-Syndrom), die progressive Bulbärparalyse mit Taubheit (Brown-Vialetto-van-Laere-Syndrom) und die progressive Bulbärparalyse des Erwachsenenalters. Letztere wird häufig auch als Sonderform der amyotrophen Lateralsklerose angesehen.
Nukleäre Läsionen verursachen eine Bulbärparalyse, supranukleäre Läsionen eine Pseudobulbärparalyse.

## Symptome
Die von den beim Schluckakt benötigten Hirnnerven (V, VII, IX, X, XII) und kortikobulbären Bahnen innervierten Muskeln sind vorwiegend betroffen, was zunehmende Schwierigkeiten beim Kauen, Schlucken und Sprechen bereitet. Insbesondere wegen der Dysphagie ist die Prognose schlecht. Komplikationen der Atemwege durch Aspiration führen häufig zum Tod innerhalb von 1 bis 3 Jahren.